# Ронні Коулмен
Рональд Дін Коулмен (англ. Ronald Dean Coleman; нар. 13 травня 1964, Монро, Луїзіана, США) — професійний культурист, восьмикратний переможець конкурсу «Містер Олімпія» та інших престижних змагань.

## Біографія
Ронні володар 8 перемог у конкурсі Містер Олімпія (1998—2005 рр.) і 26 перемог загалом як професійний культурист Міжнародної федерації бодібілдінга (IFBB).
Коулмен закінчив Американський державний університет Гремблінг (GSU) в 1986 зі ступенем з бухгалтерського обліку, під час навчання Ронні грав у футбол за команду університету. Після закінчення університету Ронні недовгий час працював бухгалтером у мережі ресторанів швидкого харчування, а в 1991 почав кар'єру професійного культуриста. Також він є офіцером запасу поліції Арлінгтона. У 2007 зайняв на конкурсі Містер Олімпія четверте місце і оголосив про завершення спортивної кар'єри. 30 червня 2009 на радіо MuscleSport, Ронні заявив, що він буде брати участь на конкурсі Містер Олімпія в 2010 . Але кваліфікацію на конкурс він не пройшов.

## Тренування
Програма тренувань Коулмена була гранично проста і максимально інтенсивна. Вона складалася з силового та об'ємного циклів і доповнювалася аеробними навантаженнями. Особливу увагу Ронні приділяв ногам спині та плечам, чергуючи роботу з важкими і легкими вагами. Дельтоподібні м'язи довгий час були його слабким місцем але завдяки співпраці зі знаменитим тренером Брайном Добсоном проблему вдалося вирішити. Його програма тренування плечей, окрім базових вправ зі штангою, включала в себе також супер-сети та дроп-сети з гантелями, як прямі, так і зворотні. Така методика дозволила Ронні Коулемену швидко збільшити плечові м'язи у обсязі та покращити їх форму. Як і Доріан Ятс, Ронні сповідував постійне збільшення робочих ваг, працюючи за межею можливого. У жимі лежачи він використовував гантелі по 95 кг кожна, витискав у тренажері ногами понад тону та тягнув штангу від підлоги вагою у понад 390 кілограмів.

## Особисте життя
Ронні — набожний християнин.
В 43 роки одружився з Роуейдою Крістін Ачкер (англ. Rouaida Christine Achkar) в грудні 2007. Але через деякий час розлучились.
11 квітня 2016 року Коулман одружився з тренеркою С'юзен Вільямсон.
Станом На 2020 рік у нього 4 дітей.

## Антропометричні дані
- Зріст: 177 см[2][3]
- Вага на змаганнях: 120—126 кг[2][3]
- Вага поза сезоном: 153—155 кг[2][3]
- Грудна клітка: 150 см[3]
- Біцепс: 62 см[3]

## Досягнення
- 1990 Містер Техас
- 1991 Чемпіонат світу з бодібілдингу у важкій вазі
- 1991 Містер Всесвіт
- 1995 Професійний кубок Канади
- 1996 Професійний кубок Канади
- 1997 Гран-Прі Росії
- 1998 Ніч Чемпіонів
- 1998 Чемпіонат у Торонто
- 1998 Містер Олімпія
- 1998 Гран-Прі Фінляндії
- 1998 Гран-Прі Німеччини
- 1999 Містер Олімпія
- 1999 Світові професійні чемпіонати
- 1999 Гран-Прі Англії
- 2000 Містер Олімпія
- 2000 Гран-Прі Англії
- 2000 Світові професійні чемпіонати
- 2001 Арнольд Класік
- 2001 Містер Олімпія
- 2001 Гран-Прі в Новій Зеландії
- 2002 Містер Олімпія
- 2002 Гран-Прі Голландії
- 2003 Містер Олімпія
- 2003 Гран-Прі Росії
- 2004 Містер Олімпія
- 2004 Гран-Прі Англії
- 2004 Гран-Прі Голландії
- 2004 Гран-Прі Росії
- 2005 Містер Олімпія
- 2006 Містер Олімпія — 2 місце
- 2007 Містер Олімпія — 4 місце